# Victor Smigelschi
Victor Smigelschi /pol. Wiktor Śmigielski/ (ur. 1858, zm. 9 grudnia 1918) – rumuński ksiądz kanonik metropolitalny, tłumacz i wykładowca.
Urodził się w rodzinie polskiego szlachcica, chorążego Michała Śmigielskiego, który po Wiośnie Ludów osiadł w Siedmiogrodzie. Jego matką była Anna Sebastian, Arumunka pochodząca z Sybina, jego bratem był malarz Octavian Smigelschi.
Ukończył seminarium greckokatolickie w Blaju, a następnie został tam wykładowcą. Od 1880 był wikarym w Racovița, był również autorem publikacji religijnych, które ukazywały się w wydawnictwie "Unirea" w Blaju. Wiele prac stworzył wspólnie z biskupem greckokatolickim Vasile Hossu de Gherla oraz z Augustinem Bunea i Alexandru Grama.
Do historii przeszedł jako twórca i ilustrator nowego tłumaczenia tzw. "Biblii z Blaju", która po raz pierwszy została opublikowana w 1795 zgodnie z tłumaczeniem Samuila Micu.